# 청춘월담
《청춘월담》은 2023년 2월 6일부터 2023년 4월 11일까지 방송된 tvN 월화드라마다.

## 기획의도
미스터리한 저주에 걸린 왕세자와, 하루아침에 일가족 살인사건의 범인으로 지목된 천재소녀의 이야기를 담은 청춘구원 로맨스

## 제작진

### 제작사
- 글앤그림미디어

### 제작
- 황지우
- 김도혁

### 극본
- 정현정 : ( MBC 베스트극장 《브라보! 엄마의 청춘》(집필), MBC 일요아침 드라마 《어쩌면 좋아》(공동집필), MBC 일요아침 드라마 《사랑을 예약하세요》(공동집필), KBS2 일요아침 드라마 《언제나 두근두근》(공동집필), KBS2 특별기획 드라마 《결혼 이야기 (드라마)》(공동집필), SBS 월화 미니시리즈 《세잎클로버》(공동집필), MBC 저녁 일일연속극 《사랑은 아무도 못말려》(집필), SBS 월화 미니시리즈 《사랑해》(집필), tvN 월화 미니시리즈 《로맨스가 필요해》(집필), tvN 수목 미니시리즈 《로맨스가 필요해 2012》(집필), tvN 월화 미니시리즈 《로맨스가 필요해 3》(집필), KBS2 월화 미니시리즈 《연애의 발견》(집필), On Style 8부작 수요 미니시리즈 《처음이라서》(집필), KBS2 주말 연속극 《아이가 다섯》(집필), tvN 주말 미니시리즈 《로맨스는 별책부록》(집필), 카카오TV 화,금 미니시리즈 《도시남녀의 사랑법》(공동집필) 등 집필 )

### 연출
- 이종재 : ( tvN 월화 미니시리즈 《백일의 낭군님》(연출), tvN 수목 미니시리즈 《싸이코패스 다이어리》(공동연출) 등 연출 )
- 김정욱 : (디즈니 플러스 오리지널 시리즈 《너와 나의 경찰수업》(공동연출) 등 연출)

## 등장인물

### 주요 인물
- 박형식 : 이환 역 - 왕세자

한 번 본 것은 모조리 기억하는 괴물 같은 기억력의 소유자, 형님인 의현세자가 훙서薨逝한 후 동궁전의 주인이 되었다. 대군 시절에는 잘 웃고, 따뜻했으며, 장난기가 많았다는 동궁전 소내관의 증언이 있으나 지금은 그 말을 믿는 자가 아무도 없다. 까칠하고, 오만하며, 속내를 함부로 내비치지 않으며, 제멋대로 변덕과 심술을 내는 통에 동궁전의 궁녀와 내시들은 죽을 맛이다. 그 뿌리 깊은 어둠에 은밀히 숨겨진 비밀이 있으니, 그것은 귀신의 서(書)다. 세자 책봉례를 치른 그날 밤, 동궁전에 홀연히 나타난 ‘귀신의 서(書)’. 이것은 누구의 저주이며, 어찌하여 그 예언대로 이뤄진단 말인가! 누구를 믿어야 하고, 누구를 의심해야 하는가? 혼란스러운 그의 앞에 어느날, 그의 스승이었던 개성부윤 민호승과 그 가족을 죽인 범인 개성의 살인자 민재이가 스스로 나타난다. 온 세상이 그녀를 쫓는 더럽고 흉악한 수식어와 어울리지 않게, 사람을 꿰뚫어 보는 깊고 투명한 눈동자를 가진 여인, 민재이.
“이 세상에 귀신은 없습니다. 귀신보다 무서운 인간의 속임수만 있을 뿐입니다” 민재이의 말 한 마디에 오랜 불안이 씻겨 내려져가는 것만 같다. 자꾸만 이 여인을 믿고 싶어지는데...
- 전소니 : 민재이 역 - 개성의 살인자

어려서부터 여느 사대부 여인과는 남달리 엉뚱했다, 호기심이 많았고, 세상의 모든 것이 궁금했다. 그래서 물음이 많으니 말이 많았고, 인정이 많으니 눈물도 많았고, 성품이 밝으니 웃음도 많았다. 헐벗은 이를 보면 장옷을 벗어주고, 굶는 자가 보이면 쌀을 퍼다 주었다. 억울하게 곤장을 맞고 누워있는 자를 보면 누명을 벗겨주고 싶었다. 죽은 자가 있다는 말을 들으면 어찌 죽었는지 궁금하였다. 부친 몰래 사건기록이나 율문律文 법률을 조목별로 적은 글을 읽었다. 미궁에 빠진 사건을 만나면 몰래 나가 현장을 살폈고 단서를 모아 혼자만의 추리를 했다. 추리가 끝나면 오라비 민윤재에게 사건을 정리한 기록을 주었고, 수사관 민윤재의 이름으로 해결된 사건들이 개성일대에 자자했다. 그러던 어느날, 정혼자와의 혼례를 앞두고 그녀가 차린 밥상을 받고, 아버지와 어머니, 오라버니가 동시에 피를 토하고 죽게 되고, 하루아침에 가족을 몰살한 살인자이자 도망자 신세가 되어 버리고 만다. 수배령이 붙은 상태에서 쫓기고 피하며 산을 넘으며 그녀는 세자가 아버지에게 보낸 밀서를 떠올린다. 모든 것을 바로잡기 위해 목숨을 걸고 세자를 만나러 가는 민재이.
마침내 조선에 떠도는 모든 풍문의 주인공, 왕세자 이환을 만난다, “저의 누명도, 저하의 저주도, 모두 사특한 간계를 지닌 사람의 짓일 뿐입니다. 제 힘으로 반드시, 진실을 밝혀낼 것입니다!”
- 표예진 : 장가람 역 - 재이의 몸종

개성에서는 재이의 몸종이었다, 재이는 가람에게 하나뿐인 가족이었고, 큰 그늘이었고, 스승이었고, 벗이었다. 재이가 가자면 어디든 함께 갔고, 재이가 하자면 뭐든 함께 했다. 재이를 따라다니며 세상을 배우고 사는 법도 배웠으며, 자기 자신이 어떤 사람인지도 알았다. 재이랑 남장을 하고 돌아다니다 마님에게 회초리를 맞아도 둘이 함께라면 무서울 것이 없었고, 온 세상이 다 기뻤다. 길을 걷다가 하나가 노래를 시작하면 하나가 마무리 지었고, 눈만 마주쳐도 서로의 마음을 알았다. 언젠가 재이는 말했다. 전생에 우리는 자매였을 거라고. 천한 내가 아씨와 자매였을 리가 없지만, 그렇게 말해주어 좋았다. 재이의 혼인을 앞두고 재이를 따라 한양으로 갈 예정이었지만.... 개성부윤 댁이 살인사건으로 풍비박산이 나고, 재이가 누명을 쓰고 도피한 후 재이와 만나기로 약속했던 곳에서 김명진을 만난다. 재이에게 조금이라도 도움이 되기 위해 명진의 제자가 되었으나.. 이 도령, 참 대책 없다.
이름난 사대부의 자식이라면서 품위라곤 없고, 사내인 것은 분명하나 배짱도 없고, 살짝.. 아니 많이 돌은 자 같기도 하고... 스승으로 존경할 구석이라곤 없는 자라고 생각한다.
하지만 점점 투박한 명진의 진심을 알아가는데...
- 윤종석 : 한성온 역 - 병조정랑

조선의 근간을 세울 때부터 함께 해온 명문가, 영산한문의 종손. 반듯하고 강직하며, 따뜻하다. 타고난 기품과 학식, 애민愛愍의 마음까지 갖춰, 경국지재라는 칭찬이 자자하다. 환이 대군 시절 같은 스승 밑에서 동문수학하며 자라온 벗이었으나, 환이 세자의 자리에 오르며 멀어졌다. 환은 저주의 문장 ‘벗이 너에게 등을 돌리고 칼을 겨눌 것이며’ 때문에 성온에게 거리를 두고 있지만, 영문을 알 리 없는 성온은 그런 환이 야속하고 서운하기만 하다. 그런 성온에게 날아든 청천벽력과도 같은 소식! 정혼자 민재이가 다른 이와 정을 통했으며, 자신과 혼인하기 싫다는 이유로 일가족을 독살하고 사라졌다니!! 도대체 내가 무엇이 부족하기에 이토록 지독한 모멸감을 안겨준 것인가?
그 추문은 단 하나의 흠집도 없이 살아온 성온의 고고한 자존심을 산산이 무너트리는데...
- 이태선 : 김명진 역 - 만연당의 주인

영의정 김안직의 막내아들, 부친을 닮아 어려서부터 신동으로 소문난 두 형님은 약관이 채 되기도 전 대과에 급제하고 관직에 들어섰으니, 막내아들인 명진 또한 형들이 간 길을 걸으리라 모두들 기대해마지 않았으나.. 명진이 사서삼경 대신 달달 외고 있는 것은 법의학서인 신주무원록新註無寃錄이요, 드나드는 곳은 한성부와 의금부, 그도 아니면 공동묘지였으니.. “사람의 죽음에는 반드시 원인이 있고 시체는 그 원인을 말하고 있는데 어찌 외면할 수 있겠어..” 그의 머릿속에 꽉 차 있는 것은 오직 시체 뿐이다. 상황이 이러하니 혼담은커녕 한양의 사대부 여식들이 질색팔색하는 ‘신랑감 기피 1순위’가 될 수밖에. 몇 년 전부터 개성 일대에서 일어난 사건들을 개성부윤 영감의 아들 민윤재가 뛰어난 수사력으로 해결하고 있다고 소문이 났지만! 그는 안다! 오년 전쯤 처음으로 민윤재가 해결했다던 그 사건은... 민윤재가 해결할 수가 없었다. 그때 민윤재는 문과 별시別試에 합격해 홍문관 수찬을 지냈는데, 어찌하여 개성의 사건을 해결한단 말인가!!!
개성의 명수사관은 틀림없이 민호승의 딸, 민윤재의 누이인 민재이라고 그는 철석같이 믿고 있으며 그런 민재이가 친족살인이라니.. 그에겐 말도 안 되는 소리다.
살아생전 민재이를 만나 그녀와 나란히 사건을 해결하고, 검시관으로 그 실력을 인정받고 싶은데...

### 한성온 주변 인물
- 조성하 : 한중언 역 - 좌의정

좌의정, 병조정랑 한성온의 아버지. 조선의 근간을 세울 때부터 만고충신의 길만 걸어온 영산한문의 수장. 반백이 넘은 나이에도 젊은 무사 서너명 쯤은 혼자 상대할 수 있을 정도의 기백을 가졌으며, 왕에게 충심으로 간언하기를 두려워하지 않는 충직하고 올곧은 성정으로 만인의 존경과 두려움을 한 몸에 받고 있다.
- 이미은 : 한중언 부인 역 성온 모 역-

### 김명진 주변 인물
- 손병호 : 김안직 역 - 영의정

영의정, 명진의 아버지. 강직한 인품과 높은 학식의 소유자로 피바람이 부는 궐에서 굳건하게 세자의 편에 서는, 환의 조력자.
- 김기두 : 만덕 역 - 복순의 남편, 죽은 오월의 아버지.

- 이민지 : 복순 역 - 만덕의 아내, 죽은 오월의 어머니.

- 박효준 : 삼칠 역 - 만연당 집주인

삼칠, 영상대감의 날라리 막내아들 명진에게 만연당을 세주고 있다. 날마다 뭘 하는 지 허구헌날 펑펑 터트려 대는 게 골치 아픈 참이었는데, 어느 날 갑자기 제자라는 사내가 나타난 것도 모자라 수상한 도령 둘까지 나타나며 인원이 더 늘었다. 그는 거기 모인 네 도령에게 날마다 잔소리를 한다. "이상한 짓은 제발 하지 마시오!!!"
- 정인겸 : 무진법사 역 - 떠돌이승려

김명진의 스승, 백발이 성성한 풀어헤친 긴 머리가 언뜻 승려가 아닌 신선으로 보이기도 한다. 누군가는 도사님이라고 하고 누군가는 법사님이라고 하고 누군가에겐 스님이라 불린다.

### 환의 궁 사람들
- 허원서 : 태강 역 - 환의 호위무사

늘 환의 뒤를 그림자처럼 따르는 세자익위사 소속 무사, 저잣거리 고아 왈짜패 출신으로 10년 전, 환이 대군이었던 시절 처음 만났다. 어렸지만 태강의 정의로운 성정을 환이 처음으로 알아보았고, 무과에 응시하도록 도와주었다. 환의 옆에는 항상 태강이 있고, 환을 위해서라면 자신의 목숨이라도 걸 준비가 되어있다. 그러나 갑자기 신입 내관 고순돌이 들어오고 부터 부쩍 환이 고순돌을 신경 쓰는 것이 보인다.
자신에게 기 죽지도 않고 떽떽거리는 고순돌, 예의 주시 중이다. 태산의 일란성 쌍둥이 동생.
- 최대철 : 소 내관 역 - 소삼구, 정5품 상호, 동궁전의 장번내관. 과묵하고 충성스럽다. 난데없이 뚝 떨어진 내관 고순돌이 영 탐탁지 않지만, 세자의 명이라는 이유만으로 고순돌이 무사히 궐 생활을 할 수 있도록 성심껏 도와주는 인물. 그러나, 보면 볼수록 내관답지 않게 품격 있고 박학다식한 고순돌이 마음에 쏙 든 소내관은 오늘도 심부름을 빼주며 슬쩍 어필한다. "나만 믿거라! 너를 꼭 양자로 삼아, 호강 시켜주마!"
- 오희준 : 김 내관 역 - 동궁전 내관
- 박원호 : 차 내관 역 - 동궁전 내관
- 허원서 : 태산 역 - 태강의 일란성 쌍둥이 형, 살수. 벽천 출신.

### 궁궐
- 이종혁 : 왕 역 - 다혈질로 성격이 불같으며 변덕스럽고 예민하다, 그런 그를 두고 궁인들은 알게 모르게 쑥덕댄다. 천한 무수리 출신의 후궁 몸에서 난 티가 그렇게 난다고. 그도 한때는 다감했으며, 총명하고 어진 성군이 될 자질을 지녔었다. 그러나 천한 출신의 후궁 몸에서 난 왕, 적장자가 아니라는 콤플렉스가 항상 그의 발목을 붙들었다. 위태로운 왕좌에 앉아 그가 느낀 건 하나였다. 이 자리에 앉으려면 그 누구보다 강인해야 한다. 그래서 뒤늦게 세자가 된 환에게 더 엄격하게 굴었다. 자신이 아비로서 할 수 있는 일은 세자 환이 쉽게 쓰러질 수 없도록, 강하게 살아남을 수 있도록 매섭게 다그치는 것뿐이라 생각하는데...

- 홍수현 : 계비 조씨 역 - 중전

현 왕의 계비이자 우의정 조원보의 재종질녀, 국색(國色)으로 불릴 만큼 아름다운 외모를 자랑하며 왕의 절대적인 총애를 얻고 있는, 현 내명부의 주인. 조원보의 연회에서 왕을 모신 후 바로 후궁으로 궐에 들어와 아들인 명안대군을 낳았고, 환의 어머니인 왕후가 훙서하자 새로운 중전이 되었다. 이후 중전의 자리에 오르고도 자신의 아들인 명안대군보다도 세자인 환과 하연공주에게 지극정성을 다하였고 환이 오른팔을 다쳤을 때에는 조석으로 쾌차를 빌다가 까무러치기까지 했다는 이야기는 어제 일처럼 생생하게 오르내린다. 해서, 만일 세자의 자리를 위협하는 세력이 있다면 누구보다 중전이 먼저 나서 막아줄 것이라는 데에 누구도 의심을 하지 않는 것이다.
- 정웅인 : 조원보 역 - 우의정

계비인 현 중전의 재종숙부, 우의정. 대대로 내명부에 가문의 여인들을 들여보내 권력을 유지해온 외척세력으로 성주조문의 수장이다. 물실국혼勿失國婚을 가훈처럼 떠받든 선조들 덕에 성주조문의 위세는 현재 조선에서 가장 드높아 성주조문의 것은 머슴조차 함부로 건드리지 않는다는 말이 날 정도. “성주조문에 눈을 흘기고 살아남은 자는 없다. 여태껏 그래왔고, 앞으로도 그럴 것이다!” 한 손에 무얼 쥐고 있으면 다른 손에도 쥐고 싶고, 양손에 다 쥐고 있으면 손이 두 개뿐인 것을 아쉬워 하는.. 경박하고 조급하며, 탐욕스러운 인물. 그는 탐욕을 숨기지 않는다. 칼은 사람을 베라고 있는 물건이며, 권력은 쓸수록 강해지는 것이며, 힘을 내보여야 무릎을 꿇는 게 세상 사람들이다.
- 정다은 : 하연공주 역 - 왕의 사랑을 받는 딸이자, 환의 친동생. 죽은 모친과 큰오라비 의현세자에 대한 깊은 그리움을 지닌 인물. 얼핏 철없어 보이나, 마음속은 더없이 따뜻하여 주변인물들을 챙긴다. 하나 남은 오라버니인 환을 맹목적으로 아끼고, 지키려 애쓴다. 환을 향한 불충한 소문이 들리면, 쏜살같이 달려가 엄벌을 명하는 불같고 뜨거운 성정을 지닌 소녀.
- 임한빈 : 명안대군 역 - 환의 이복동생

계비와 왕 사이에서 팔삭동이로 태어난 환의 어린 남동생, 가면을 쓰지 않은 자가 없는 잔혹한 궐 안을, 하얀 민낯으로 종종거리며 활보하는 천진한 아이. 대신들이 환의 자격을 운운하며 세자교체론을 내세울 때, 대안으로 들먹이는 환의 유일한 적수이자 위험요소다. 그러나 환은 해맑은 얼굴로 형님, 하며 달려오는 명안을 내칠 수가 없다.

### 그 외 인물
- 미상 : 순라군 역
- 이채경 : 국무당 역
- 미상 : 만영 역
- 미상 : 고순돌 역
- 미상 : 벽천 출신 내관 역
- 윤다인 : 벽천 출신 궁인 침방나인 역
- 미상 : 송가 역
- 미상 : 병조판서 역
- 미상 : 전령 역
- 미상 : 오만식 역
- 미상 : 이조판서 역
- 미상 : 박한수 역
- 윤석현 : 송가 역
- 미상 : 송가의 여자 역
- 윤예희 : 권덕심 역 - 권상궁
- 한소은 : 한소은 역 - 성온의 사촌 누이동생, 세자빈.

### 특별출연
- 서태화 민호승 역 - 개성부윤

재이의 아버지, 환의 스승.
- 김우석 : 심영 역 - 민재이의 정인으로 소문난 인물
- 이하율 : 의현세자 역 - 왕의 첫째 아들, 환의 친형. 하연공주의 친오라버니.
- 미상 : 민윤재 역 - 재이의 오라버니, 죽은 개성부윤 민호승의 첫째 아들.
- 장여빈 : 이판댁 따님 역 - 명진과 혼담을 오갔던 양반댁 규수

## 시청률
최저 시청률과 최고 시청률은 시청률 조사회사와 지역별로 시청률에 차이가 있을 수 있습니다.
| 2023년 | 2023년   | 2023년         | 2023년       | 2023년 |
| 회차   | 방송일   | AGB 시청률     | AGB 시청률   |        |
| 회차   | 방송일   | 대한민국(전국) | 서울(수도권) |        |
| ------ | -------- | -------------- | ------------ | ------ |
| 제1회  | 2월 6일  | 4.219%         | 5.012%       |        |
| 제2회  | 2월 7일  | 3.572%         | 4.295%       |        |
| 제3회  | 2월 13일 | 3.717%         | 4.454%       |        |
| 제4회  | 2월 14일 | 3.619%         | 4.237%       |        |
| 제5회  | 2월 20일 | 3.556%         | 4.183%       |        |
| 제6회  | 2월 21일 | 3.374%         | 3.696%       |        |
| 제7회  | 2월 27일 | 3.356%         | 4.021%       |        |
| 제8회  | 2월 28일 | 3.607%         | 4.385%       |        |
| 제9회  | 3월 6일  | 3.287%         | 3.711%       |        |
| 제10회 | 3월 7일  | 3.413%         | 3.754%       |        |
| 제11회 | 3월 13일 | 3.598%         | 4.007%       |        |
| 제12회 | 3월 14일 | 3.651%         | 4.144%       |        |
| 제13회 | 3월 20일 | 3.789%         | 4.351%       |        |
| 제14회 | 3월 21일 | 3.825%         | 4.332%       |        |
| 제15회 | 3월 27일 | 3.785%         | 4.201%       |        |
| 제16회 | 3월 28일 | 3.242%         | 3.436%       |        |
| 제17회 | 4월 3일  | 3.869%         | 4.286%       |        |
| 제18회 | 4월 4일  | 3.830%         | 4.628%       |        |
| 제19회 | 4월 10일 | 3.740%         | 4.016%       |        |
| 제20회 | 4월 11일 | 4.877%         | 5.596%       |        |

## 같이 보기
- 대한민국의 텔레비전 드라마 목록 (ㅊ)
- 2023년 대한민국의 텔레비전 드라마 목록

## 참고사항
- 조성하와 최대철은 2014년에 방송된 KBS2 주말연속극 《왕가네 식구들》 이후로 9년만에 재회하는 작품이며, 전 작품에서는 가족으로 나왔지만 이번 드라마에서는 남남으로 나온다.
- 최대철과 홍수현은 2023년에 방송된 TV조선 주말드라마 《빨간풍선》에 이어서 두 번째로 호흡을 맞추게 되었으며, 이 드라마에서는 남남으로 출연한다.